# Condado de Santa Bárbara (título nobiliario)
El Condado de Santa Bárbara es un título nobiliario español creado el 28 de septiembre de 1887 por el rey Alfonso XIII a favor de Augusto Plasencia y Fariñas, Coronel de Artillería.

## Condes de Santa Bárbara
|                           | Titular                        | Periodo                   |
| Creación por Alfonso XIII | Creación por Alfonso XIII      | Creación por Alfonso XIII |
| ------------------------- | ------------------------------ | ------------------------- |
| I                         | Augusto Plasencia y Fariñas    | 1887-1904                 |
| II                        | Augusto Plasencia y Santa Cruz | 1904-1962                 |
| III                       | Augusto Plasencia Medina       | 1962-1998                 |
| IV                        | Augusto Plasencia García       | 1998-actual titular       |

## Historia de los Condes de Santa Bárbara
- Augusto Plasencia y Fariñas, I conde de Santa Bárbara.

1. Casó con Josefa Santa Cruz y García de Leániz. Le sucedió, en 1904, su hijo:

- Augusto Plasencia y Santa Cruz (1878-.), II conde de Santa Bárbara.

1. Casó con María de la Concepción Medina y Togores. Le sucedió,en 1962, su hijo:

- Augusto Plasencia Medina (1924-1998), III conde de Santa Bárbara.

1. Casó con Genara García Llorente. Le sucedió, en 1998, su hijo:

- Augusto Plasencia García (n. en 1963), IV conde de Santa Bárbara.

1. Casó con María de las Mercedes Aguayo Camacho.